# Procter (filme)
Procter é um filme de drama em curta-metragem anglo-norueguês de 2002 dirigido por Joachim Trier. Protagonizado por John Joyce e Michael Hucks, conta a história de um homem que encontra uma fita de vídeo retratando um misterioso suicídio e tenta descobrir o que aconteceu.
O curta foi produzido logo após Trier se formar na National Film and Television School. Ele já havia experimentado estéticas diferentes em trabalhos menores, mas a história e a produção simples o levaram a um estilo com o qual se sentia mais confortável. O filme ganhou o prêmio de Melhor Curta Britânico e o Prêmio UIP no Festival Internacional de Cinema de Edimburgo.

## Elenco
- John Joyce - Charles Procter
- Michael Hucks - Paul Ferguson
- Zoe Thorne - garota
- Ray Eves - policial
- Derek Hutchinson - policial